# Slovenska republička nogometna liga 1946.
Slovenska republička nogometna liga u sezoni 1946. bila je prvo slovensko prvenstvo nakon završetka Drugog svjetskog rata.

## Novosti
Nakon Drugog svjetskog rata, nogomet se morao reorganizirati jer su sve predratne organizacije ukinute ili raspuštene, mnogi tereni uništeni, a većina klubova postala je neaktivna. Glavna momčad, SK Ljubljana, odigrala je prijateljsku utakmicu protiv vojne momčadi pred 1500 gledatelja odmah nakon oslobođenja grada 20. svibnja 1945. Međutim klub su kao i druge klubove ubrzo raspustile nove komunističke vlasti. Dana 3. lipnja osnovan je Fizkulturni odbor Slovenije (FOS, Odbor za tjelesni odgoj Slovenije), koji je ubrzo preimenovan u Fizkulturna Zveza Slovenije (FZS, Savez za tjelesni odgoj Slovenije).

U prvoj godini igrale su se samo prijateljske utakmice. U proljeće 1946. organiziran je turnir kako bi se utvrdilo koja će slovenska momčad igrati u prvoj ligi Jugoslavije. Ovaj turnir sastojao se od tri faze: kvalifikacijskog dijela na regionalnoj razini, zatim doigravanja između momčadi koje su prošle prvu fazu i na kraju finalnog dijela.

## Sudionici
| Klub                 | Kvalifikacije                | Kvalifikacije |
| Klub                 | Grupa                        | Mjesto        |
| -------------------- | ---------------------------- | ------------- |
| Lendava              | Prvenstvo Mariborskog okruga | 2.            |
| Olimp Celje          | Prvenstvo Celjskog okruga    | 2.            |
| Rudar Trbovlje       | Prvenstvo Celjskog okruga    | 1.            |
| Železničar Ljubljana | Grad Ljubljana               | 1.            |
| Železničar Maribor   | Prvenstvo Mariborskog okruga | 3.            |

## Ljestvica
| mj.     | klub                 | ut. | pob. | ner. | por. | gol+ | gol- | kvoc  | bod |
| ------- | -------------------- | --- | ---- | ---- | ---- | ---- | ---- | ----- | --- |
| 1.      | Lendava              | 8   | 6    | 1    | 1    | 16   | 11   | 1,454 | 13  |
| 2.      | Železničar Maribor   | 8   | 4    | 3    | 1    | 17   | 8    | 2,125 | 11  |
| 3.      | Železničar Ljubljana | 8   | 5    | 1    | 2    | 21   | 10   | 2,100 | 11  |
| 4.      | Rudar Trbovlje       | 8   | 2    | 0    | 6    | 10   | 16   | 0,625 | 4   |
| 5.      | Olimp Celje          | 8   | 0    | 1    | 7    | 7    | 26   | 0,269 | 1   |
|         |                      |     |      |      |      |      |      |       |     |
| Izvori: |                      |     |      |      |      |      |      |       |     |

- Lendava se kvalificirala za Prvu saveznu ligu 1946./47.
- Železničar Maribor pristupa saveznim kvalifikacijama

## Rezultati
19. 5. 1946. Lendava – Železničar Ljubljana 2:1, Železničar Maribor – Rudar Trbovlje 3:1

25. 05. 1946. Železničar Ljubljana – Rudar Trbovlje 1:0, Olimp Celje – Železničar Maribor 1:1

30. 5. 1946. Rudar Trbovlje – Olimp Celje 3:0, Lendava – Železničar Maribor 2:0

2. 6. 1946. Olimp Celje – Železničar Ljubljana 1:3, Lendava – Rudar Trbovlje 3:1

9. 6. 1946. Železničar Ljubljana – Železničar Maribor 1:2, Lendava – Olimp Celje 2:1

16. 6. 1946. Železničar Ljubljana – Lendava 4:0, Železničar Maribor – Rudar Trbovlje 2:0

20. 6. 1946. Železničar Maribor – Olimp Celje 7:1, Železničar Ljubljana – Rudar Trbovlje 3:1

23. 6. 1946. Železničar Maribor – Lendava 0:0

30. 6. 1946. Železničar Ljubljana – Olimp Celje 6:2, Lendava – Rudar Trbovlje 4:3

7. 7. 1946. Olimp Celje – Lendava 1:3, Železničar Maribor – Železničar Ljubljana 2:2

21. 7. 1946. Olimp Celje – Rudar Trbovlje 0:1

## Savezne kvalifikacije
Železničar Maribor ispao je u prvom kolu od banjalučkog Borca.

## Poveznice
- Slovenska republička liga
- Kvalifikacije za Prvu saveznu ligu 1946./47.
- Kvalifikacije za slovensku ligu 1946.

## Vanjske poveznice
- RSSSF - Slovenia - List of Final Tables 1946-1998
- claudionicoletti.eu - YUG 1945-50
- sportnet.hr - stare lige
- Razvoj nogometa v Sloveniji med ljeti 1945 - 1950
- Zbornik Medobčinske nogometne zveze Ljubljana 1920–2020